# Ulrich Ammon
Ulrich Ammon (* 3. Juli 1943 in Backnang; † 3. Mai 2019) war ein deutscher germanistischer Linguist mit dem Schwerpunkt Soziolinguistik.

## Leben
Ammon wurde in Backnang geboren und verbrachte seine Jugend in Oppenweiler. Nach dem Studium wirkte er lange Jahre an der Gerhard-Mercator-Universität Duisburg (später Universität Duisburg-Essen). 1974 wurde er Wissenschaftlicher Rat und Professor und 1980 Lehrstuhlinhaber für Germanistische Linguistik mit dem Schwerpunkt Soziolinguistik; mehrfach wirkte er als Dekan. Nach seiner Emeritierung 2008 blieb er weiter tätig. Er hatte zahlreiche Gastprofessuren inne und hielt sich längere Zeit in Australien (Univ. of Sydney; Australian Nat. Univ., Canberra), USA (Wesleyan Univ., Middletown/Conn; Univ. of North Carolina, Chapel Hill), Japan (Dokkyo-Univ., Soka) und Österreich (Wien) auf. Kurzzeitgastprofessuren hatte er überdies in Ägypten, China, Griechenland, Indien, Italien, Japan, Lettland, Namibia, Russland, Türkei und Ungarn. Studium hauptsächlich in Tübingen, aber auch in Göttingen, Frankfurt am Main und Middletown / Conn., USA (Fulbright-Stip. Wesleyan Univ.); in Tübingen und an der Wesleyan Univ. wirkte er auch in Lehre und Forschung.
Hauptsächliche Forschungsgebiete waren Soziolinguistik und Sprachsoziologie, Internationalsprachenforschung, Sprachenpolitik, Dialektologie, neuere Geschichte der deutschen Sprache, Sprachdidaktik.
Ammon war Verfasser oder Mitautor von 14 Monographien, zirka 300 Aufsätzen und über 100 Rezensionen, Herausgeber von zirka 30 Büchern und 3 Buchreihen, Mitherausgeber und Mitglied im Editorial Board mehrerer Zeitschriften. Er war Mitglied in mehreren wissenschaftlichen Organisationen und von 2003 bis 2006 Präsident der Gesellschaft für Angewandte Linguistik (GAL).

## Forschungsschwerpunkte
In den früheren Jahren, beginnend mit der Dissertation, befasste sich Ammon hauptsächlich mit der sozialen Herkunft von Dialektsprechern und ihren sprachbedingten Schwierigkeiten in Schule und Beruf (zum Beispiel Dialekt, soziale Ungleichheit und Schule 1972/73; Schulschwierigkeiten von Dialektsprechern 1978), woraus auch unterstützende Lehrmaterialien für die Schule hervorgingen (Schwäbisch. In: Dialekt/Hochsprache – kontrastiv, Sprachhefte für den Deutschunterricht 4 1977, zusammen mit Uwe Loewer). Im Kontext seiner umfangreichen empirischen Forschungen zu diesem Themenkomplex entwickelte Ammon verschiedene einschlägige Messtechniken, wie zum Beispiel des „Dialektniveaus“ (quantitative Abbildung von Redeäußerungen auf Skalen, die sich zwischen Dialekt und Standardsprache erstrecken) oder der Einstellung zu Dialekt und Standardsprache und ihren Sprechern. Er trug zu einem europaweiten Interesse an Fragen von „Dialekt als Sprachbarriere“ und Dialektsoziologie bei.
Von den dialektsoziologischen Fragestellungen aus entwickelte Ammon ein allgemeines Interesse an Fragen der Stellung von Varietäten und Sprachen in Gesellschaften mit mehreren Varietäten oder Sprachen und den Konsequenzen für ihre Sprecher (vgl. zum Beispiel den Band Status and Function of Languages and Language Varieties 1989), wofür er verschiedene Beschreibungsmodelle konstruierte. – Von hier aus führte der Weg zur gründlichen Untersuchung der internationalen Stellung von Sprachen, vor allem des Deutschen (dazu zum Beispiel Die internationale Stellung der deutschen Sprache 1991). In diesen Zusammenhang gehören auch umfangreiche Untersuchungen zur Rolle von Deutsch in der internationalen Wissenschaftskommunikation, zu seiner Zurückdrängung durch Englisch und zu den heutigen Schwierigkeiten nicht-anglophoner Wissenschaftler in der internationalen Kommunikation (zum Beispiel Ist Deutsch noch internationale Wissenschaftssprache? Englisch auch für die Hochschullehre in den deutschsprachigen Ländern 1998; English as an Academic Language in Europe 2002, zusammen mit Grant McConnell; Linguistic Inequality in Scientific Communication Today 2007, zusammen mit Augusto Carli) sowie die Weiterentwicklung von Theorieansätzen für das „globale Sprachensystem“.
Aus der Dialektsoziologie heraus entwickelte Ammon auch eine soziolinguistische Theorie der Standardisierung von Sprachen, spezieller zu den sozialen Kräften, die den Standard von Sprachen festlegen, also entscheiden, welche Formen als korrekt gelten (dazu mehrere Aufsätze). Dies sind vor allem die Sprachkodifizierer, die Modellsprecher und -schreiber, die Sprachexperten und die Sprachnormautoritäten. Der erste Entwurf dieser Theorie der Standardisierung findet sich im Kap. A.4 des Buches Die deutsche Sprache in Deutschland, Österreich und der Schweiz. Das Problem der nationalen Varietäten (1995). Vor allem aber wird Deutsch in diesem Buch erstmals umfassend als „plurizentrische Sprache“ konzipiert und beschrieben. Plurizentrisch ist eine Sprache, die für verschiedene Nationen oder Regionen standardsprachliche Besonderheiten – verschiedene, nebeneinander geltende, vor Ort jeweils korrekte Formen – ausgebildet hat. Bei Deutsch trifft dies zu für verschiedene Nationen (zum Beispiel Deutschland und Österreich) und für verschiedene Regionen (zum Beispiel Nord- und Süddeutschland). Aus seinen hierzu einschlägigen Forschungen heraus hat Ammon das theoretische Fundament bereitgestellt für das Variantenwörterbuch des Deutschen (2004), das er initiiert und zusammen mit Forschern aus Österreich (Jakob Ebner, Hans Moser und anderen) und der Schweiz (Hans Bickel, Heinrich Löffler und anderen) verfasst hat. Es ist das erste Wörterbuch weltweit, das für eine ganze Sprache sämtliche nationalen und regionalen standardsprachlichen Besonderheiten und nur sie enthält und für jede Variante den genauen nationalen und regionalen Geltungsbereich angibt. Hierfür musste eine spezielle Artikelstruktur erarbeitet werden, die in Zukunft auch als Modell entsprechender Wörterbücher für andere plurizentrische Sprachen dienen kann (Englisch, Französisch, Spanisch, Portugiesisch, Chinesisch, Arabisch, Niederländisch und andere).

## Schriften
Als Autor
- 2016. [Zusammen mit Hans Bickel und Alexandra Lenz] Variantenwörterbuch des Deutschen. Die Standardsprache in Österreich, der Schweiz, Deutschland, Liechtenstein, Luxemburg, Ostbelgien und Südtirol sowie Rumänien, Namibia und Mennonitensiedlungen. Völlig neu bearb. 2. Aufl. Berlin/Boston: de Gruyter (916 + LXXVIII S.). [Erstaufl. 2004 ohne Rumänien, Namibia und Mennonitensiedlungen].
- 2015. Die Stellung der deutschen Sprache in der Welt. Berlin/München/Boston: de Gruyter. (1295 + XVII S.). Englische Ausgabe: 2019. The Position of the German Language in the World. Übersetzt von David Charlston. New York: Routledge. (646 S.)
- 2002. [Zusammen mit Grant McConnell] English as an Academic Language in Europe. A Survey of its Use in Teaching (Duisburger Arbeiten zur Sprach- und Kulturwissenschaft 48). Frankfurt a. M. usw.: Lang. (204 S.)
- 1998. Ist Deutsch noch internationale Wissenschaftssprache? Englisch auch für die Hochschullehre in den deutschsprachigen Ländern. Berlin/New York: de Gruyter. (339 S.)
- 1995. Die deutsche Sprache in Deutschland, Österreich und der Schweiz. Das Problem der nationalen Varietäten. Berlin / New York: de Gruyter. (575 S.)
- 1991. Die internationale Stellung der deutschen Sprache. Berlin / New York: de Gruyter. (633 S.)
- 1991. Studienmotive und Deutschenbild australischer Deutschstudenten und -studentinnen. Wiesbaden/Stuttgart: Steiner (Deutsche Sprache in Europa und Übersee 14). (196 S.)
- 1972. Dialekt, soziale Ungleichheit und Schule. Weinheim/Basel: Beltz. (Beltz-Studienbuch, Pragmalinguistik 2) [Erw. Aufl. 1973]. (193 S.)

Als Herausgeber
- 2004–2006 [Zusammen mit Nobert Dittmar, Klaus J. Mattheier, Peter Trudgill] Sociolinguistics: An International Handbook of the Science of Language and Society. Soziolinguistik: ein internationales Handbuch der Wissenschaft von Sprache und Gesellschaft, 3 Bde. 2., vollst. neu bearb. Aufl. Berlin/New York: de Gruyter. (Handbücher zur Sprach- und Kommunikationswissenschaft 3). (2622 S.)
- 2001. The Dominance of English as a Language of Science. Effects on the Non-English Languages and Language Communities. Berlin / New York: Mouton de Gruyter (Contributions to the Sociology of Language 84). (478 S.)
- 1989. Status and Function of Languages and Language Varieties. Berlin / New York: de Gruyter. (665 S.)